# Ghostbusters (série télévisée d'animation)
Ghostbusters (Filmation's Ghostbusters) est une série d'animation américaine en 65 épisodes de 23 minutes, créée par Robby London et Barry O'Brien, produite par le studio Filmation et diffusée entre le 8 septembre et le 5 décembre 1986 en syndication.actr
En France, la série a été diffusée à partir du 25 mars 1987 sur TF1 dans l'émission Vitamine. Il s'agit d'un spin off de la série live The Ghost Busters produite en 1975. Elle n'a aucun lien avec la série de films réalisée par Ivan Reitman.

## Synopsis
Jake Kong Jr. et Eddie Spencer Jr. sont les fils de Jake Kong et Eddie Spencer, les chasseurs de fantômes originels. Le gorille Tracy qui travaillait avec leurs pères fait dorénavant équipe avec la nouvelle génération de chasseurs. Ils affrontent dans ces nouvelles aventures Diabulus, le régent des monstres et autres apparitions fantômatiques. Futura, une chasseuse de fantômes voyageant dans le temps ainsi que Jessica Wray, une journaliste de la télévision leur prêtent parfois main-forte dans leur combat. Ils voyagent à travers le temps et les dimensions dans leur véhicule, la Ghost Buggy.

## Distribution

### Voix originales
- Pat Fraley : Jake Kong Jr. / Ghost Buggy / Jake Kong Sr. / Skelescope / Scared Stiff
- Peter Cullen : Eddie Spencer Jr. / Eddie Spencer Sr. / Sournor / Haunter / Floatzart
- Lou Scheimer : Tracy le gorille / Tout-en-os / Skelevision / Fuddy / Le Major / Fib Face
- Susan Blu : Futura / Jessica Wray
- Linda Gary : Mysteria / Apparitia
- Erika Scheimer : Corky / Skelevator / Shock Clock
- Alan Oppenheimer : Merlin / Diabulus / Fangster / Capitaine Long John Scarechrome / Airhead

### Voix françaises
- Edgar Givry : Jake Kong Jr.      Emiliengr
- François Leccia : Eddie Spencer Jr.
- Philippe Dumat : Diabulus
- Gérard Hernandez : Le Major / Tout-en-os / Le gorille Tracy
- Michèle Bardollet : Mysteria
- Claude Nicot : Skelescope / Ghost Buggy / Skelevision

 Source et légende : version française (VF) sur RS Doublage

## Épisodes
1. Je serais le fils d'un Ghostbuster (I'll Be a Son of a Ghostbuster)
2. La frayeur est servie (Frights of the Roundtable)
3. Pas si pharaon que ça (No Pharaoh at All)
4. Le secret de la vallée (The Secret of Mastodon Valley)
5. Ceux qui sauvèrent l'avenir (The Ones Who Saved the Future)
6. Le Brouet des sorcières (Witch's Stew)
7. Chère Momie (Mummy Dearest)
8. Le musée de cire (Wacky Wax Museum)
9. La statue de la liberté (Statue of Liberty)
10. La rançon (The Ransom of Eddie Spencer)
11. Eddie prend le commandement (Eddie Takes Charge)
12. Le Grand Gorille (The Great Ghost Gorilla)
13. La force de l'amitié (A Friend in Need)
14. La fonte des glaces (No Mo'Snow)
15. Astéroïde ensorcelé (Prime Evil's Good Deed)
16. La revanche de Cyman (Cyman's Revenge)
17. Le cavalier sans tête (The Headless Horseman Caper)
18. Bannissez la bannie (Banish that Banshee)
19. Fantômes à patins à roulettes (Rollerghoster)
20. Sournor fait la tête (He Went Brataway)
21. Le guerrier du miroir (The Looking Glass Warrior)
22. La musique de l'avenir (Laser and Future Rock)
23. Le spectacle le plus sinistre sur Terre (Runaway Choo Choo)
24. De charmantes petites bêtes (Dynamite Dinosaurs)
25. Casseurs de fantômes (Ghostbunglers)
26. Mon présent pour l'avenir (My Present to the Future)
27. La voiture monstrueuse (The Beastly Buggy)
28. Belfry montre le chemin (Belfry Leads the Way)
29. Pagaille au Ghost Control (The Battle for Ghost Command)
30. Fais pas le singe (Going Ape)
31. Le gadget hanté (The Haunting of Gizmo)
32. Les kidnappeurs de fantômes (Ghostnappers)
33. Sans dessus dessous (Inside Out)
34. Le dragon endormi (The Sleeping Dragon)
35. Le fantôme de New York (The Ghost of the Big Apple)
36. Le retour de Dracula (Shades of Dracula)
37. Les hors-la-loi dans la loi (Outlaws In-Laws)
38. Mais c'est la jungle (Our Buddy Fuddy)
39. Le train de la réussite (Train to Doom-De-Doom-Doom)
40. La princesse et le lutin (The Princess and the Troll)
41. Seconde chance (Second Chance)
42. Tracy, reviens (Tracy Come Back)
43. Sacré Loup-Garou (Doggone Werewolf)
44. Ce n'est pas un extraterrestre (That's No Alien)
45. Le voyage de la peur (Scareplane)
46. Le fantôme de Don Quichotte (The Ghost of Don Quixote)
47. La baleine blanche (The White Whale)
48. Le cousin de campagne (Country Cousin)
49. Le chevalier de la peur (Knight of Terror)
50. La fille qui criait au vampire (The Girl Who Cried Vampire)
51. Le Grand Petit Malin (Little Big Bat)
52. Que la vie est dure (really Roughing It)
53. Les jours difficiles (The Bad Old Days)
54. La malédiction du diamant (The Curse of the Diamond of Gloom)
55. Des liens qui attachent (The Bind That Ties)
56. Tel père, tel fils (Like Father Like Son)
57. Le quatrième Ghostbuster (The Fourth Ghostbuster)
58. Mysteria a été enlevée (Wither Why)
59. Une froide nuit d'hiver (Cold Winter's Night)
60. Papa sait mieux (Father Knows Beast)
61. Retour dans le passé (Back to the Past)
62. Comme des amis (Pretend Friends)
63. Le tableau hanté (The Haunted Painting)
64. Le trésor enfoui (Maze Caves)
65. On est comme on est (The Way You Are)

## DVD
- États-Unis :

L'intégralité des épisodes est sortie en Zone 1 dans un coffret 6 DVD intitulé Ghostbusters Volume 1 le 27 février 2007 uniquement en version originale avec des suppléments et dans un coffret 5 DVD intitulé Ghostbusters Volume 2 le 3 juillet 2007 avec de nombreux bonus chez BCI Eclipse.

## Produits dérivés

### Bandes dessinées
- États-Unis :

Quatre numéros sont parus chez l'éditeur First Publishing Comics :
- Halloween Haunting (février 1987) sur un scénario de Hilarie Staton, la couverture et les dessins sont signés par Howard Bender et l'encrage par Sal Trapani. (36 pages couleurs)

- Ghostasaurus (mars 1987) avec la même équipe de scénariste, dessinateur et encreur. (36 pages couleurs)

- Haunting Christmas (mai 1987) toujours avec la même équipe. (36 pages couleurs)

- Swamp Chorus (juin 1987) dernier numéro avec la même équipe technique. (36 pages couleurs)